# Manche Masemola
Manche Masemola (1913-1928) est une jeune fille sud-africaine, martyrisée à 14 ans pour sa foi chrétienne. L'Église anglicane d'Afrique du Sud l'a inscrite à son calendrier des saints à la date du 4 février. Elle est représentée parmi les dix martyrs chrétiens du XXe siècle sur le portail de l'abbaye de Westminster.

## Biographie
Née en 1913, Manche Masemola est originaire d'un petit village d'Afrique du Sud, près de Jane Furse (en). Elle y vit avec ses parents et le reste de sa famille. 
Des missionnaires allemands puis anglais œuvrent au Transvaal depuis plusieurs décennies ; une mission anglicane s'implante dans son village vers 1919.
Avec sa cousine, Manche Masemola suit la préparation au baptême, contre la volonté de ses parents. Ses parents l'emmènent voir un guérisseur, qui prescrit un remède que ses parents la forcent à avaler, en la battant. Leurs relations empirent. La mère de la jeune fille cache ses vêtements pour l'empêcher d'aller à la préparation chrétienne.
Le 4 février 1928, ses parents l'emmènent à l'écart, dans un lieu isolé. Là, ils la tuent, puis brûlent son corps près d'un rocher, sur le versant d'une colline.

## Hommages
Manche Masemola est représentée parmi les dix martyrs chrétiens du XXe siècle sur le portail ouest de l'abbaye de Westminster.
Elle est inscrite au calendrier des saints par l'Église de la province anglicane d'Afrique du Sud, à la date du 4 février.

## Sources
- (en) Cet article est partiellement ou en totalité issu de l’article de Wikipédia en anglais intitulé « Manche Masemola » (voir la liste des auteurs).